# Mujsín Mujamadíev
Mujsín Muslímovich Mujamadíev (en ruso: Мухси́н Мусли́мович Мухамади́ев, en tayiko: Мӯҳсин Муслимович Муҳаммадиев; Dusambé, Unión Soviética, 21 de octubre de 1966) es un exfutbolista internacional tayiko que jugaba como delantero centro y ahora entrenador de fútbol. Actualmente dirige a la Selección de fútbol de Tayikistán.

## Carrera profesional
Mujamadíev debutó con el Pomir Dushanbe en 1983, pero fue cedido al Pakhtakor antes de regresar nuevamente al Pomir, donde se convirtió en una leyenda al anotar 72 goles en 207 partidos, lo que le convirtió en el máximo goleador histórico del Pomir tayiko.
Sus destacadas actuaciones con el Pomir en el campeonato soviético le sirvieron para, tras el colapso de la Unión Soviética, fichar por clubes rusos. En 1992 Mujamadíev fichó por el Lokomotiv Moscú, pero no volvió a mantener sus registros goleadores. Posteriormente pasó por el Ankaragücü, Spartak Moscú, Lokomotiv Nizhny Novgorod, Austria Wien, Torpedo Moscú, Shinnik Yaroslavl, Buxoro, Arsenal Tula y Vityaz Podolsk. Mukhamadiev volvió a su mejor nivel en el Dinamo Samarkanda uzbeko entre 2000 y 2001, cuando anotó 41 goles en 45 partidos.
Mujamadíev fue internacional tanto con la selección de Tayikistán como con Rusia, aunque sólo disputó un partido con cada una de ellas, pero marcó tres goles en total.
En julio de 2013 fue designado seleccionador nacional de Tayikistán.